# Nándor Wagner
Nándor Wagner  (n. 7 octombrie 1922, Oradea – d. 15 noiembrie 1997, Moka, Japonia) a fost un sculptor și pictor maghiar, născut în România, naturalizat în Suedia și mai târziu în Japonia.
Wagner, în timpul vieții, a avut trei perioade semnificative ale creației sale artistice; prima în Ungaria, între anii 1945 și 1956, a doua în Suedia, între anii 1956 și 1971 și ultima în Japonia cu începere din 1972 și până la decesul său. A devenit celebru pentru sculpturile sale monumentale, create din oțel inoxidabil, fabricat în Suedia și Japonia
Wagner și soția lui japoneză, Chiyo Wagner, au fondat împreună un institut internațional de cercetare și dezvoltare al culturii mondiale, care să sprijine educația tinerelor talente artistice și să promoveze arta ceramică Mashiko. De asemenea, tot ei, au inițiat crearea fundației Academia Humana în Ungaria.